# 1 - 네노카디네
1 - 네노카디네(1 - Nenokkadine)는 인도에서 제작된 수크마르 감독의 2014년 액션, 스릴러 영화이다. 마헤쉬 바부 등이 주연으로 출연하였다.

## 출연

### 주연
- 마헤쉬 바부
- 나세르
- 프라딥 싱 라워